# Kwantumelektrodynamica
Kwantumelektrodynamica (in het Engels quantumelectrodynamics (QED)) is een relativistische kwantumveldtheorie van het elektromagnetisme. Deze theorie is een integratie van de Wetten van Maxwell met de relativistische versie van de  kwantummechanica. QED is een deel van het Standaardmodel van de deeltjesfysica.
QED beschrijft wiskundig alle fenomenen die betrekking hebben op de elektrische lading van deeltjes die op elkaar inwerken door middel van de uitwisseling door fotonen, tussen licht en materie of tussen geladen deeltjes. Het wordt "het juweel van de natuurkunde" genoemd voor de zeer nauwkeurige voorspelling van fysische 'hoeveelheden', zoals onder andere het magnetische moment van het elektron en de Lambverschuiving van de energieniveaus van waterstof. 
De elektromagnetische interacties zijn de meest belangrijke interacties omdat de andere interacties (de sterke interactie en de zwakke interactie) alleen op het niveau van atoomkernen van belang zijn. Deze theorie kan alle elektrische, chemische en optische verschijnselen nauwkeurig voorspellen en verklaren. Door de ontwikkeling van de Kwantumchromodynamica is de zwakke interactie verdwenen als aparte interactie en geïntegreerd met de elektomagnetische interactie met als resultaat de elektrozwakke interactie.

## Geschiedenis
Werk aan kwantumelektrodynamica is begonnen door onder andere Dirac, Pauli, Weisskopf en Jordan. Voor de uiteindelijke theorie is het werk van Richard Feynman, Julian Schwinger, Shinichiro Tomonaga en Freeman Dyson bepalend geweest. De benadering van Swinger en Tomanaga verschilt van die van Feynman, maar Dyson toonde aan dat de beide benaderingen gelijkwaardig waren. De eerste drie hebben voor de ontwikkeling van de theorie in 1965 de Nobelprijs ontvangen.
Voor een eenvoudige behandeling van het door Feynman geïntroduceerde begrip padintegraal zij verwezen naar het Feynman-Kac-formalisme en ook de bekende schrödingervergelijking.

## Lagrangiaan
De hele theorie van QED kan (net zoals de meeste andere natuurkundige theorieën) op een bondige manier samengevat worden door het opgeven van een Lagrangiaan. In het geval van QED is deze gegeven door
{\displaystyle {\mathcal {L}}={\bar {\psi }}(i\hbar c\gamma ^{\mu }D_{\mu }-mc^{2})\psi -{\frac {1}{4\mu _{0}}}F_{\mu \nu }F^{\mu \nu }}.
Het is gebruikelijk in de deeltjesfysica relativistische eenheden te gebruiken zodat {\displaystyle \hbar }, {\displaystyle c} en {\displaystyle \mu _{0}=1} zijn. Dus
{\displaystyle {\mathcal {L}}={\bar {\psi }}(i\gamma ^{\mu }D_{\mu }-m)\psi -{\frac {1}{4}}F_{\mu \nu }F^{\mu \nu }}.
De golffunctie {\displaystyle \psi } beschrijft de kwantumtoestand van het deeltje met lading {\displaystyle e} en massa {\displaystyle m}. In de niet-relativistische kwantummechanica is {\displaystyle \psi } een scalar, maar in QED is het een kolom viervector.
{\displaystyle \gamma ^{\mu }} zijn gamma-matrices. De rijvector {\displaystyle {\bar {\psi }}=\psi ^{\dagger }\gamma ^{0}}, met de Hermitisch geconjugeerde {\displaystyle \psi ^{\dagger }=(\psi ^{T})^{*}}, dat is de complex geconjugeerde van de getransponeerde van {\displaystyle \psi }. {\displaystyle D_{\mu }=\partial _{\mu }+ieA_{\mu }} is de ijk-covariante afgeleide en {\displaystyle F_{\mu \nu }=\partial _{\mu }A_{\nu }-\partial _{\nu }A_{\mu }} is de elektromagnetische veldtensor. {\displaystyle A_{\mu }} is de vierpotentiaal van het veld van het kwantumdeeltje zelf.
Er zijn verschillende representaties van de golffunctie en de gamma matrices mogelijk in QED. Als de componenten van {\displaystyle \psi } scalars zijn, dan zijn de {\displaystyle \gamma ^{\mu }} Dirac-matrices. In de chirale representatie die ook de spin van het deeltje beschrijft zijn de componenten van de kolomvector {\displaystyle \psi } rij tweevectoren (spinoren), dus {\displaystyle \psi } is een 4x2 matrix, en dan zijn de {\displaystyle \gamma ^{\mu }} Weyl-matrices.

### Bewegingsvergelijkingen
Substitutie van de afgeleide D in de Lagrangiaan geeft
{\displaystyle {\mathcal {L}}=i{\bar {\psi }}\gamma ^{\mu }\partial _{\mu }\psi -e{\bar {\psi }}\gamma _{\mu }A^{\mu }\psi -m{\bar {\psi }}\psi -{\frac {1}{4}}F_{\mu \nu }F^{\mu \nu }.\,}
De Lagrangiaan wordt gesubstitueerd in de Euler-Lagrange-vergelijking van beweging van een kwantumveld {\displaystyle \psi }
{\displaystyle \partial _{\mu }\left({\frac {\partial {\mathcal {L}}}{\partial (\partial _{\mu }\psi )}}\right)-{\frac {\partial {\mathcal {L}}}{\partial \psi }}=0\,}
De twee termen van deze vergelijking zijn dan
{\displaystyle \partial _{\mu }\left({\frac {\partial {\mathcal {L}}}{\partial (\partial _{\mu }\psi )}}\right)=\partial _{\mu }\left(i{\bar {\psi }}\gamma ^{\mu }\right),\,}
{\displaystyle {\frac {\partial {\mathcal {L}}}{\partial \psi }}=-e{\bar {\psi }}\gamma _{\mu }A^{\mu }-m{\bar {\psi }}.\,}
Substitutie van deze termen, terug in de Euler-Lagrange vergelijking, levert
{\displaystyle i\partial _{\mu }{\bar {\psi }}\gamma ^{\mu }+e{\bar {\psi }}\gamma _{\mu }A^{\mu }+m{\bar {\psi }}=0\,}
We nemen de complex geconjugeerde van deze vergelijking en brengen de Aμ term naar de rechterkant.
{\displaystyle i\gamma ^{\mu }\partial _{\mu }\psi -m\psi =e\gamma _{\mu }A^{\mu }\psi .\,}
De linker kant is de Diracvergelijking en de rechterkant is de interactie met het elektromagnetische veld.
Een verdere belangrijke vergelijking is te vinden door substitutie van de Lagrangiaan in een andere Euler-Lagrange vergelijking, ditmaal voor het veld Aμ.
{\displaystyle \partial _{\nu }\left({\frac {\partial {\mathcal {L}}}{\partial (\partial _{\nu }A_{\mu })}}\right)-{\frac {\partial {\mathcal {L}}}{\partial A_{\mu }}}=0\,.}
De twee termen zijn nu
{\displaystyle \partial _{\nu }\left({\frac {\partial {\mathcal {L}}}{\partial (\partial _{\nu }A_{\mu })}}\right)=\partial _{\nu }\left(\partial ^{\mu }A^{\nu }-\partial ^{\nu }A^{\mu }\right),\,}
{\displaystyle {\frac {\partial {\mathcal {L}}}{\partial A_{\mu }}}=-e{\bar {\psi }}\gamma ^{\mu }\psi \,}
en deze termen, terug gesubstitueerd in Euler-Lagrange, geven
{\displaystyle \partial _{\nu }F^{\nu \mu }=e{\bar {\psi }}\gamma ^{\mu }\psi \,}
Als we de Lorenz-ijk opleggen, dat de divergentie van de vier-potentiaal nul is
{\displaystyle \partial _{\mu }A^{\mu }=0}
dan krijgen we
{\displaystyle \Box A^{\mu }=e{\bar {\psi }}\gamma ^{\mu }\psi \,}
Dit is de golfvergelijking van de vier-potentiaal, de QED versie van de klassieke Maxwell vergelijkingen in de Lorenz-ijk. De vierhoek in bovenstaande vergelijking is de D'Alembertiaan.